# Enfilade (Architektur)

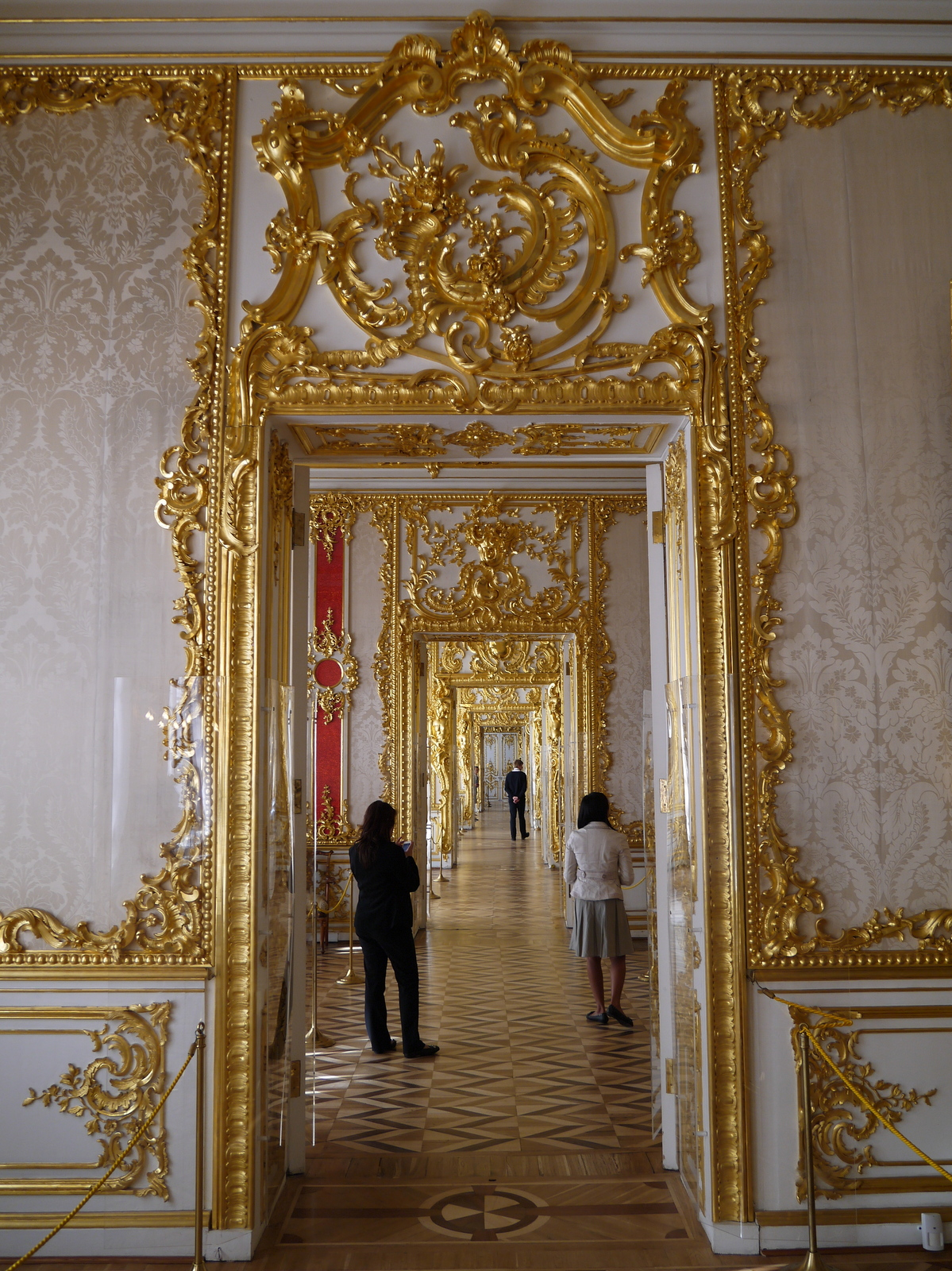
Türenfolge der Goldenen Enfilade im Katharinenpalast in Zarskoje Selo

Die Enfilade (auch Amphilada von französisch enfiler ‚auffädeln, aufreihen‘) oder auch Raumflucht, Zimmerflucht ist eine barocke Grundriss- und Gestaltungsform, die eine fluchtende Aneinanderreihung von Räumen bildet, wobei die Türöffnungen in einer Linie exakt gegenüberliegen. Dies hat zur Folge, dass man bei geöffneten Türen vom ersten Raum bis zur Wand des letzten Raums beziehungsweise durch das Fenster dort blicken kann.

## Entstehung und Zweck
Die Enfilade wurde in Frankreich entwickelt und fand beim Bau repräsentativer Profanbauten wie Schlössern, Herrenhäusern und Hôtels particuliers (Stadtpalais), Verwendung. Erste Beispiele finden sich während der Renaissance, doch die Blütezeit der Enfilade war die Epoche der Barockschlösser.

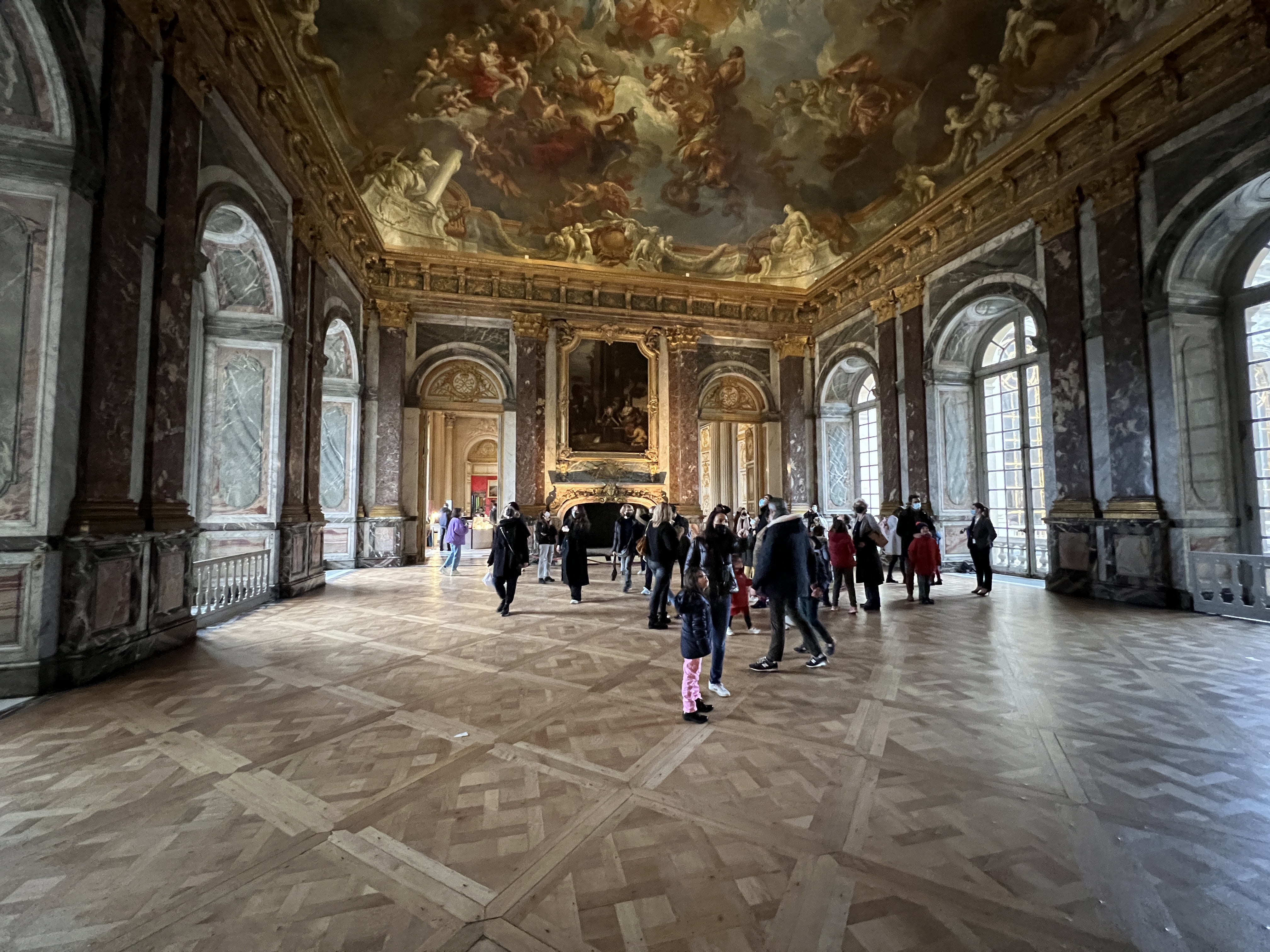
Herkules-Saal im Schloss Versailles mit Blick in die Enfilade der Großen Königswohnung

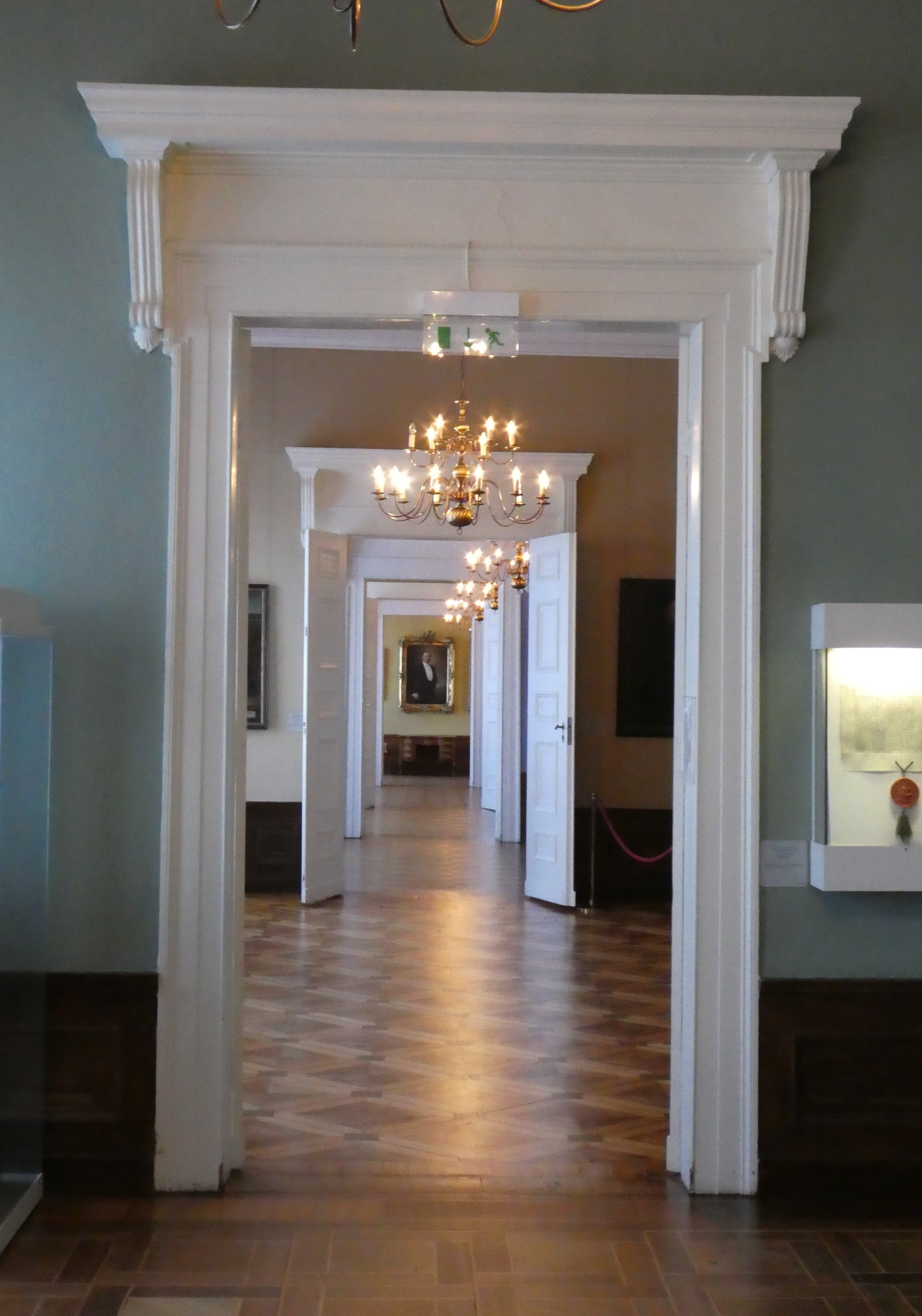
Geöffnete Türen der Enfilade im Westflügel von Schloss Sondershausen

Das berühmteste Beispiel ist das Schloss Versailles des französischen „Sonnenkönigs“ Ludwig XIV. von 1670, von dem man sich in ganz Europa inspirieren ließ. Die Raumfolge der Paradezimmer und Festsäle königlicher Paläste und fürstlicher Residenzen war vom strengen Hofzeremoniell genau bestimmt. Während die italienische Raumaufteilung seit der Renaissancezeit Korridore vorsah, von denen aus die Räume erschlossen wurden, waren nach französischem Schema, vor allem im 18. Jahrhundert, die Baukörper komplett mit Räumen ausgefüllt, die durch Enfiladen verbunden wurden. Auch große und prachtvolle Treppenhäuser spielten nach dem Vorbild der Versailler Gesandtentreppe eine Rolle im protokollarischen Zeremoniell.
In Barockpalästen erfolgte der Zutritt zu den einzelnen Räumen einer Enfilade je nach dem Rang des Besuchers. Die ersten Räume (etwa Gardezimmer, Kammerherrenzimmer, Wartezimmer, Vorzimmer, Audienzzimmer und Thronsaal) waren eher öffentlich, die nachfolgenden Räume (wie Speisesaal, Arbeitszimmer, Schlafzimmer, Ankleidezimmer, Boudoir) waren privat. Das Protokoll erforderte, dass Besucher von Dienern oder Kammerherren durch die Enfilade in denjenigen Raum geleitet wurden, der ihrem Status höchstens zugänglich war.
Besonderer Wert wurde auf die Art und Weise des Empfangs durch den Schlossherrn und die Schlossherrin gelegt. Wenn der Besucher von gleichem Rang war, empfingen diese ihn – je nach Grad der dem Besucher zugedachten Ehrung – entweder im ersten Raum oder bereits an der Treppe (wobei das obere Ende, ein Mittelabsatz oder der Treppenfuß noch Nuancen ermöglichten) oder am Portal; eine noch höhere Ehrung war die Begrüßung unmittelbar am Kutschenschlag. Traf etwa der Kaiser oder ein König ein, oder wurde eine fürstliche Braut eingeholt, dann reisten ihnen der Schlossherr und die ganze Familie entgegen, im besten Fall bis zur Landesgrenze. Als Liselotte von der Pfalz den Bruder des „Sonnenkönigs“ Ludwig XIV. heiratete, reisten beide Brüder ihr bis nach Châlons in der Champagne entgegen, um sie willkommen zu heißen. Auch Liselottes Tante, Kurfürstin Sophie von Hannover, notiert in ihren Memoiren jeweils genau, an welcher Stelle sie von fürstlichen Gastgebern empfangen wurde. Für den Abschied galt dasselbe umgekehrt. Wollte der Schlossherr den Besucher besonders auszeichnen, dann begleitete er ihn weiter, als das Protokoll es vorsah.
Ludwig XIV. ließ in Versailles auf beiden Seiten des Mittelbaues je ein Appartement für sich und seine Frau, jeweils mit eigenen Enfiladen, einrichten. Sein Privatappartement bestand aus einem Saal für die Wache, zwei großen Vorzimmern, dem Esszimmer, dem Paradeschlafzimmer und dem Ratskabinett, von dem aus sich die Türen zum Spiegelsaal öffneten. Nach dem Tod der Königin versetzte er sein Paradeschlafzimmer in die Mitte der Gesamtanlage auf der (östlichen) Hofseite, sodass sein Bett im Zentrum der riesigen Palastanlage lag und die Strahlen der aufgehenden Sonne das Zeremoniell des königlichen Lever erhellten, mit dem der genau durchgetaktete Tagesablauf begann.
Während der Régence seit dem Tod Ludwigs XIV. 1715 wurde der Lebensstil am französischen Hof bereits weniger formell, doch gerade in Deutschland wirkte das Beispiel des Versailler Hofzeremoniells noch lange nach, weil es den Absolutismus perfekt versinnbildlichte. Hier entstanden zumeist erst im 18. Jahrhundert die großen Residenzen der Kurfürsten, Fürsten und Fürstbischöfe mit ihren zeremoniellen Enfiladen. Das Rokoko bevorzugte ab der Jahrhundertmitte die kleineren, intimeren Lustschlösser mit Enfiladen en miniature, die eher symbolische Bedeutung hatten. Friedrich der Große bewohnte im Sommerhalbjahr auf Schloss Sanssouci ein kleines Appartement, bestehend nur aus einer Bibliothek, einem Schlaf- und Arbeitszimmer, einem Musikzimmer, einem Vorzimmer und dem Speisesaal. Die übrigen Räume waren Gästezimmer und Korridore. Ähnliche, jedoch etwas größere Appartements besaß er in seinen neun weiteren Schlössern.

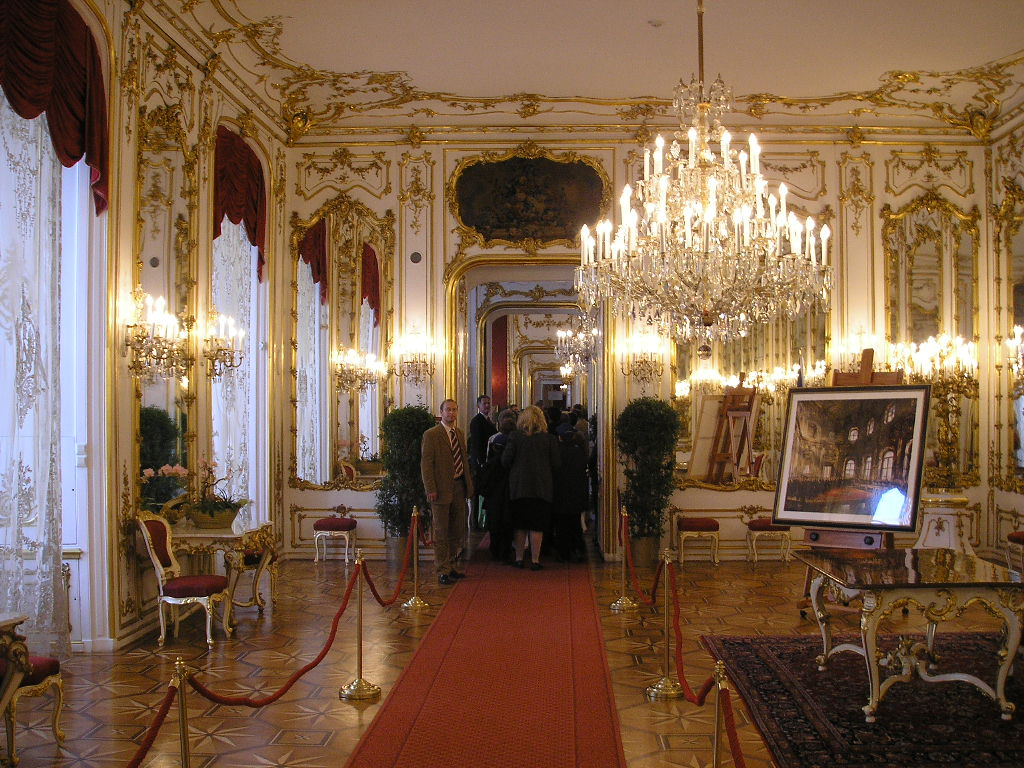
Zeremonialappartement in der Wiener Hofburg

In Österreich war das Spanische Hofzeremoniell gebräuchlich, ursprünglich in Burgund entstanden, das unter Karl V. in Madrid und in Wien eingeführt worden war, das sich aber bereits unter Maria Theresia auflockerte. In der Wiener Hofburg befindet sich im Leopoldinischen Trakt das sogenannte Zeremonialappartement, eine Enfilade von 150 Metern Länge, deren kostbare Ausstattung sich von Zimmer zu Zimmer steigert. Besucher gelangten über den sogenannten Schweizerhof, wo die Schweizer Garde stand, in die Trabantenstube, wo die Arcièren-Leibgarde postiert war. In die folgende Ritterstube durften alle Gäste oder Bittsteller eintreten, etwa Diplomaten, höhere Staatsbeamte, Offiziere, Akademiker, einheimische oder fremde Adelige. Dort konnte man sein Gesuch mündlich oder schriftlich vorbringen (Von der französischen Bezeichnung für Vorzimmer – antichambre – kommt das Verb antichambrieren). Den Kaiser sah man dabei nur, wenn er entweder die inneren Gemächer verließ, die Ritterstube grüßend durchschritt, wobei man hoffte, von ihm angesprochen zu werden, oder bei Audienzen, zu denen nur ausgesuchte Personen zugelassen wurden. Dorthin wurde man durch die Enfilade geleitet.
Über die Erste Antecamera gelangte man in die Zweite oder Große Antecamera, die auch für Festempfänge genutzt wurde, zu denen der hoffähige Hochadel und die hohe Geistlichkeit zugelassen wurden. Die anschließende Geheime Ratsstube war neben den kaiserlichen Geheimen Räten und den obersten Hofwürdenträgern nur regierenden Fürsten, Kardinälen und Gesandten königlicher Häuser vorbehalten. Die innersten Gemächer bestanden aus der Retirade (wörtlich Rückzugsort), wo höchsten Gästen die Gnade eines persönlichen Gespräches mit dem Monarchen zuteilwurde, sowie dem Gemeinsamen Schlafzimmer des Kaiserpaares mit dem Paradebett. Dieser überaus kostbar ausgestattete Raum wurde am Wiener Hof nicht nur für öffentliche Zeremonien verwendet, sondern unter Maria Theresia und ihrem Gatten Franz I. Stephan tatsächlich als privates Schlafzimmer benutzt. Zur gleichen Zeit diente das Paradeschlafzimmer in Versailles Ludwig XV. nur noch für die Zeremonien des Lever und Coucher, während er tatsächlich in einem kleineren, besser beheizbaren Raum schlief – im Gegensatz zu Ludwig XIV. Dieser hatte noch im Paradeschlafzimmer geschlafen, während am Fuß des Bettes der Kammerdiener auf einer Pritsche lag, mit einem Faden zum Aufwecken am Handgelenk, wie es seit dem Mittelalter üblich war. Ludwig XV. hingegen begab sich erst morgens vor dem Lever ins Paradeschlafzimmer. Auch Maria Theresias Sohn Joseph II. bewohnte nicht mehr das Zeremonialappartement, nutzte es jedoch weiterhin zum Empfang von Besuchern.
In der Zeit des Biedermeier rückte die Intimität in den Vordergrund und das Stilmittel der Enfilade fand weniger Anwendung. Bei der ab 1934 errichteten Neuen Reichskanzlei in Berlin griff Albert Speer mit der 300 Meter langen „Diplomaten-Route“ durch marmorne Säle auf das Konzept der Enfilade zurück.

## Architekturtheorie

Die roten Linien bilden Enfiladen

Der Architekturtheoretiker Johann Friedrich Penther beschrieb 1744, dass die Enfilade nicht nur „ein artiges An- und Einsehen geben kan, sondern auch die Gemächlichkeit befördern kan, wenn man aus einem Zimmer in und durch anderen gehen will, indem man nicht krumme Umwege zu machen nöthig hat, sondern beständig gerade vor sich hin gehen kan, deßhalb solche Enfilade auch zu machen, wo man sie haben kan.“

## Beispiele
Vier parallele Raumfluchten auf zwei Etagen (jeweils das Große und das Kleine Appartement des Königs und der Königin) befinden sich im Schloss von Versailles. Beeindruckende Enfiladen findet man auch in der Würzburger Residenz, der Ludwigsburger Residenz, im Neuen Palais von Sanssouci und im Katharinenpalast in Zarskoje Selo (heute Puschkin) bei Sankt Petersburg. Barocke und klassizistische Herrenhäuser oder Stadtpalais des niederen Adels ahmten die Enfiladen der großen Residenzen in verkleinerter Version nach.